# KDELibs
KDELibs è il modulo di KDE che raccoglie le librerie e le infrastrutture fondamentali usate da ogni programma KDE assieme alle librerie  Qt.

## Librerie
Il pacchetto KDELibs è composto dalle seguenti librerie:
libkdecoreraccolta di classi base di KDE e della rete
libkdeuiclassi dell'interfaccia utente di KDE
libkabcclassi della rubrica di KDE
libknewstuffclassi di interfaccia KDE al sistema Get Hot New Stuff
libkspell2classi per il controllo ortografico
libkutilsclassi di varia utilità

## Framework
Si trovano inoltre i seguenti componenti:
DCOPDesktop COmmunication Protocol fornisce la comunicazione interprocesso
KDE Input Output (KIO)è il sottosistema di input/output generalizzato di KDE
KPartsinfrastruttura per la creazione e l'uso di componenti
KHTMLil motore HTML usato dalle applicazioni di KDE
kimgiogestisce il caricamento delle immagini
KJSè il motore JavaScript usato da KHTML
KDEPrintSottosistema di stampa di KDE
KWalletgestisce il portafoglio di KDE (memorizzazione password, completamento moduli ecc.)